# Virtus Cagliari
La Virtus Cagliari è una società sportiva femminile che disputa il campionato nazionale di basket serie A2 con le corregionali San Salvatore  Selargius e CUS Cagliari

## Storia
La Virtus Cagliari nasce nel 1963 dalla volontà di un gruppo di giovani donne che frequentava la congregazione mariana di Sant'Anna. Il primo direttivo tutto rosa nominò come primo presidente la signora Leonilde Fantola, e, come vice, il Cavaliere della Repubblica Prof.ssa Giovanna Caput (oggi attuale presidente). Quel direttivo al femminile scelse come nome "Virtus", ispirandosi al valore della virtù, ideologicamente vicino allo spirito che lo animava.
Da quel giorno e sino al 1977 la società Virtus Congregazione si occupò prevalentemente di attività giovanile e comunque a livello regionale. Nel 1977 partecipò per la prima volta alla Serie C, poi la B e nel 1980-1981 la A2 che la vede protagonista da 19 anni assieme al CUS Cagliari Pallacanestro non consecutivi ma alterni a 8 anni di B, solo uno negli ultimi 14 campionati. Il campionato 1998-99 nel girone B della serie A2, l'ha terminato al 6º posto in graduatoria. Il campionato 1999-2000 l'ha concluso al 3º posto. Nel 2000-01 ha terminato all'11º posto in classifica. Il campionato 2001-02 chiuso al 13º posto in classifica, ha visto la retrocessione della squadra in Serie B d'Eccellenza. Nella stagione 2002-03, vincendo il campionato di Serie B d'Eccellenza, ha guadagnato la promozione in serie A2. Il 2003-04 l'ha vista chiudere la stagione regolare al 13º posto in graduatoria nel girone sud della serie A2 e poi si è salvata, evitando la retrocessione in Serie B d'Eccellenza femminile, attraverso la vittoria nei playout. Nel 2004-05 è finita 10ª. Sia il campionato 2005-06 che quello 2006-07 l'ha chiuso al 6º posto in classifica. Il campionato 2007-08 l'ha terminato al 10º posto in classifica. Il campionato 2008-2009 l'ha terminato al 2º posto in classifica alla fine della stagione regolare e poi è stata eliminata, 0-2 nei quarti di finale dei playoff del girone sud, dalle concittadine del CUS Cagliari. Nel 2009-10 ha terminato il campionato al 1º posto in classifica nel girone nord della serie A2 e poi ha perso contro Lucca la finale play-off valevole come promozione per la serie A1. L'ultimo campionato disputato, 2010-11, la Virtus Cagliari lo ha chiuso al 5º posto in classifica alla fine della stagione regolare e poi è uscita nei playoff, ai quarti di finale del girone nord, perdendo 2-1 il derby contro il CUS Cagliari.